# 富山市役所
富山市役所（とやましやくしょ）は、日本の地方公共団体である富山市の執行機関としての事務を行う施設（役所）である。

## 所在地
- 住所：富山県富山市新桜町7番38号

## 沿革
- 1889年（明治22年）5月30日 - 総曲輪の商業会議所内に市役所を仮設[2]。
- 1892年（明治25年）12月11日 - 総曲輪の富山病院（現在の富山市民プラザ）向かいの地にて、同年8月から建設されていた市役所の新築工事が完成[3][4]。
- 1899年（明治32年）8月12日 - 富山市の大火によって市役所を焼失[5]。これにより総曲輪尋常小学校で事務を行っていたが、同年8月30日に梅沢町の真興寺へ移った[6]。
- 1901年（明治34年） - 市役所を旧庁舎跡地に再建[4]。
- 1917年（大正6年）12月27日 - 18時40分頃、積雪により庁舎に被害が生じる[7]。
- 1918年（大正7年）1月4日 - 同日以降、前述の雪害の影響で富山図書館で市役所の事務を実施[8]。
- 1920年（大正9年） - 前述の雪害に加え庁舎自体が手狭になったことから。総曲輪の大手町通りに新庁舎を建設する事が決まる[4]。同年4月23日に新庁舎の地鎮祭を挙行[9]。
- 1921年（大正10年）4月10日 - 市役所の新築落成式[10]。
- 1945年（昭和20年）8月2日 - 富山大空襲により県庁舎焼失。富山県庁の自動車車庫に仮寓[11]。
- 1946年（昭和21年）2月25日 - 県庁東側の総曲輪小学校跡に仮市庁舎が完成したので、これに移転し業務を開始[12]。
- 1950年（昭和25年）9月28日 - 仮庁舎の所在地が都市計画路線に当たることとなったため、更に新仮庁舎を移転新築し業務を開始[13]。
- 1953年（昭和28年）5月16日 - 佐藤工業により新庁舎が起工[14]。
- 1954年（昭和29年）
  - 10月17日 - 新庁舎が開館[15]。
  - 11月20日 - 鉄筋コンクリート造の本館三階、別館四階、塔八階の新庁舎が竣工[16]。
- 1956年（昭和31年）8月1日 - 戦災11周年記念として塔上に「感謝と栄光」「敬愛と安靖」の双鐘が設置され、始鳴式が挙行された（毎日、朝夕晩と3回、市内に鳴り響いていた）[16][17]。
- 1989年（平成元年）12月 - 現市庁舎が着工[18]。これに伴い12月22日、現庁舎完成まで、市役所の仮庁舎が富山電気ビルデイングに入居（翌1990年1月4日からは電気ビル以外の5箇所でも仮庁舎として運用開始）[19]。
- 1990年（平成2年） - 旧庁舎解体[16]。
- 1992年（平成4年）5月 - 現市庁舎が完成（同月25日より業務開始）[18]。
- 1996年（平成8年）5月30日 - 第5回公共建築賞表彰式にて、現市庁舎が建設大臣表彰を受ける[20]。

## 市庁舎
現在の庁舎は市制施行100周年を記念し1989年（平成元年）12月に着工、1992年（平成4年）5月に完成（同月25日より業務開始）したものである。鉄骨鉄筋コンクリート造（一部鉄骨造りおよび鉄筋コンクリート造）地下2階地上8階建て、延床面積43,471m2。立山連峰を連想させる8階まで吹き抜けのアトリウム屋根を備え、塔の高さは地上78.8m（アンテナ99.8m）。最上階の展望塔（高さ70m、入場無料）からは富山市街が一望でき、天候が良ければ東の方角に立山連峰を望むことができる。
| 階  | 西館 | 東館 |
| --- | --- | --- |
| 8F  | 企画管理部（職員課）、職員研修所、研修室、804会議室                                                                        | 大会議室、801・802・805会議室、議場傍聴席、第3・第4委員会室 |
| 7F  | 商工労働部（商業労政課、工業政策課、薬業物産課、観光振興課）、都市整備部（路面電車推進室）、高齢者職業相談室、教育委員会室 | 教育委員会事務局（教育総務課、学校施設課、学校教育課、学校保健課、生涯学習課、統合校整備等推進室）、議会図書室、議会会議室、第1・第2委員会室                                                     |
| 6F  | 建設部（道路課、道路維持課、河川港湾課、公園緑地課）                                                                       | 都市整備部（都市計画課、交通政策課、建築指導課、富山駅周辺整備課、都市再生総室中心市街地活性化推進課、都市再生総室都市再生整備課）、議長室、副議長室、議員控室、議会事務局（庶務課、議事調査課） |
| 5F  | 市長室、副市長室、企画管理部（秘書課）、特別室、庁議室                                                                     | 企画管理部（企画調整課、行政管理課、広報課、文化国際課、情報統計課）、福祉保健部（社会福祉課（指導監査））、記者室、502会議室                                                                    |
| 4F  | 財務部（財政課、管財課、契約課、用地課）、監査委員事務局（監査室）、土地開発公社                                           | 農林水産部（農政振興課、農業水産課、森林政策課、農村整備課）、農業委員会事務局、建設部（営繕課、防災対策課）、財務部（管財課（車両））、入札室、402会議室                                        |
| 3F  | 福祉建設部（社会福祉課、こども福祉課、介護保険課）、建設部（市営住宅課）、財務部（工事検査課）                             | 市民生活部（市民生活相談課、生活安全交通課、男女参画・ボランティア課、スポーツ課、消費生活センター）、自治振興会室、選挙管理委員会事務局、市政情報コーナー、職員組合事務局、302会議室            |
| 2F  | 出納課、財務部（納税課）、上下水道局窓口、北陸銀行富山市役所出張所、富山市役所内郵便局                                     | 財務部（資産税課、市民税課）、福祉保険部（社会福祉課（保護））、環境部（環境政策課、環境保全課）、売店                                                                                           |
| 1F  | 市民相談室、福祉保険部（障害福祉課、長寿福祉課）                                                                           | 市民生活部（市民課、保険年金課）、レストラン |
| B1F | 監視センター（夜間・休日受付）                                                                                             | 駐車場 |
| B2F | 機械室 | 駐車場 |

## 行政サービスセンター
- 大沢野行政サービスセンター - 富山市高内333番地
- 大山行政サービスセンター - 富山市上滝525番地
- 八尾行政サービスセンター - 富山市八尾町福島151番地
- 八尾保健福祉センター - 富山市八尾町福島200番地
- 婦中行政サービスセンター - 富山市婦中町速星754番地
- 西保健福祉センター - 富山市婦中町羽根1105番地7
- 山田中核型地区センター - 富山市山田湯780番地
- 細入中核型地区センター - 富山市楡原1088番地

## 施設周辺
- 富山県民会館
- NHK富山放送局
- 富山中央警察署
- 富山県庁
- 富山県議会
- アヴィレ（登録制貸出自転車） - 市役所ステーションが1箇所、周辺に全15箇所。